# Гутирівка (Полтавський район)
Гути́рівка —  село в Україні, у Полтавській міській громаді Полтавського району Полтавської області. Населення становить 107 осіб. До 2020 орган місцевого самоврядування — Пальчиківська сільська рада.

## Населення

### Мова
Розподіл населення за рідною мовою за даними перепису 2001 року:
| Мова       | Відсоток |
| ---------- | -------- |
| українська | 98,13%   |
| білоруська | 0,94%    |
| російська  | 0,93%    |

## Географія
Село Гутирівка примикає до села Уманцівка, на відстані 1 км від сіл Витівка та Пальчиківка. Поруч проходять автомобільна дорога М03 та залізниця, станція Уманцівка.

## Історія
12 червня 2020 року, відповідно до розпорядження Кабінету Міністрів України № 721-р «Про визначення адміністративних центрів та затвердження територій територіальних громад Полтавської області», село увійшло до складу Полтавської міської громади.
19 липня 2020 року, в результаті адміністративно - територіальної реформи та ліквідації Полтавського району (1925—2020), село увійшло до складу новоутвореного Полтавського району.

## Відомі люди
- Захарченко Василь Іванович (1936)[5] — письменник і журналіст, лауреат літературних премій імені Юрія Яновського, імені Андрія Головка, премії Олекси Гірника. Живе й працює в Черкасах[6].

1995-го року Василь Захарченко став лауреатом Національної премії України імені Тараса Шевченка за новий роман «Прибутні люди», опублікований 1994 року в журналі «Вітчизна».